# Egan-Sud
Egan-Sud är en kommun i provinsen Québec i Kanada. Den ligger i regionen Outaouais, i den sydöstra delen av landet, 120 km norr om huvudstaden Ottawa.